# 不应期 (性)
不应期（英語：refractory period），俗稱聖人模式（日语：賢者タイム，直译“贤者时间”），是人类性行为中的一个概念，指男性射精过后因阴茎感觉阈限（penile sensory threshold，PST）增加而出现的对性刺激不再有反应的一段间歇时间，使男性无法完成连续多次性高潮。
男性不应期的长短因人而异，从数分鐘到数日不等。大多数人在不应期内无法勃起，许多人会产生心理上的满足感，暂时失去对性行为的兴趣。在此段时间内如有更多的性刺激，反而可能会产生不适感。射精时催产素的大量分泌被认为是男性不应期的主要原因，其分泌量会影响不应期的长短。除催产素外，催乳素也是出现不应期的原因之一，它可以抑制性兴奋时会产生的多巴胺的分泌。有研究发现，能够抑制催乳素的卡麦角林可以消除不应期，使男性能在短时间内多次射精。不过由于这种药物会影响人体的激素分泌，有许多潜在的副作用，尚未被批准用于治疗性功能障碍。
一般认为女性没有不应期、可以达成多重性高潮，但亦有研究认为女性与男性一样会有不应期。